# Darren Cahill
Darren Cahill (ur. 2 października 1965 w Adelaide) – australijski tenisista i trener tenisa, reprezentant w Pucharze Davisa, olimpijczyk z Seulu (1988).

## Kariera tenisowa
Zawodowym tenisistą był w latach 1984–1994.
W grze pojedynczej uczestniczył w 3 finałach turniejów rangi ATP World Tour, z których 2 wygrał.
W grze podwójnej spośród 20 rozegranych finałów 13 zakończył zwycięstwem. Cahill jest finalistą Australian Open 1989 startując z Markiem Kratzmannem.
Australijczyk startując w grze mieszanej doszedł do finału Wimbledonu 1987 w parze z Nicole Bradtke.
Cahill zagrał w 10 meczach o Puchar Davisa, odnosząc 6 zwycięstw. W 1990 Australia w składzie z Cahillem przegrała finał ze Stanami Zjednoczonymi. Cahill poniósł porażki w swoich 2 meczach singlowych.
W 1988 roku zagrał na igrzyskach olimpijskich w Seulu, osiągając 2 rundę w singlu i ćwierćfinał w deblu. Partnerem Cahilla był wówczas John Fitzgerald.
W rankingu gry pojedynczej Cahill najwyżej był na 22. miejscu (24 kwietnia 1989), a w klasyfikacji gry podwójnej zajmował 10. pozycję (7 sierpnia 1989).

### Finały w turniejach ATP World Tour
| Legenda                                      |
| -------------------------------------------- |
| Wielki Szlem                                 |
| Igrzyska olimpijskie                         |
| Tennis Masters Cup / ATP Finals              |
| ATP Masters Series / ATP Tour Masters 1000   |
| ATP International Series Gold / ATP Tour 500 |
| ATP International Series / ATP Tour 250      |

#### Gra pojedyncza (2–1)
| Końcowy wynik | Nr | Data           | Turniej       | Nawierzchnia    | Przeciwnik     | Wynik finału  |
| ------------- | -- | -------------- | ------------- | --------------- | -------------- | ------------- |
| Zwycięzca     | 1. | 10 lipca 1988  | Gstaad        | Ceglana         | Jakob Hlasek   | 6:3, 6:4, 7:6 |
| Finalista     | 1. | 15 lipca 1990  | Newport       | Trawiasta       | Pieter Aldrich | 6:7, 6:1, 1:6 |
| Zwycięzca     | 2. | 10 lutego 1991 | San Francisco | Dywanowa (hala) | Brad Gilbert   | 6:2, 3:6, 6:4 |

#### Gra podwójna (13–7)
| Końcowy wynik | Nr  | Data                 | Turniej                    | Nawierzchnia    | Partner         | Przeciwnicy                    | Wynik finału  |
| ------------- | --- | -------------------- | -------------------------- | --------------- | --------------- | ------------------------------ | ------------- |
| Zwycięzca     | 1.  | 29 grudnia 1985      | Melbourne                  | Trawiasta       | Peter Carter    | Brett Dickinson Roberto Saad   | 7:6, 6:1      |
| Finalista     | 1.  | 15 czerwca 1986      | Londyn                     | Trawiasta       | Mark Kratzmann  | Kevin Curren Guy Forget        | 2:6, 6:7      |
| Finalista     | 2.  | 19 lipca 1987        | Bordeaux                   | Ceglana         | Mark Woodforde  | Sergio Casal Emilio Sánchez    | 3:6, 3:6      |
| Zwycięzca     | 2.  | 18 października 1987 | Sydney                     | Twarda (hala)   | Mark Kratzmann  | Boris Becker Robert Seguso     | 6:3, 6:2      |
| Zwycięzca     | 3.  | 3 stycznia 1988      | Adelaide                   | Twarda          | Mark Kratzmann  | Carl Limberger Mark Woodforde  | 4:6, 6:2, 7:5 |
| Zwycięzca     | 4.  | 10 stycznia 1988     | Sydney                     | Twarda          | Mark Kratzmann  | Joey Rive Bud Schultz          | 7:6, 6:4      |
| Zwycięzca     | 5.  | 1 maja 1988          | Hamburg                    | Ceglana         | Laurie Warder   | Rick Leach Jim Pugh            | 6:4, 6:4      |
| Zwycięzca     | 6.  | 16 października 1988 | Sydney                     | Twarda (hala)   | John Fitzgerald | Marty Davis Brad Drewett       | 6:3, 6:2      |
| Zwycięzca     | 7.  | 15 stycznia 1989     | Sydney                     | Twarda          | Wally Masur     | Pieter Aldrich Danie Visser    | 6:4, 6:3      |
| Finalista     | 3.  | 29 stycznia 1989     | Australian Open, Melbourne | Twarda          | Mark Kratzmann  | Rick Leach Jim Pugh            | 4:6, 4:6, 4:6 |
| Zwycięzca     | 8.  | 18 czerwca 1989      | Londyn                     | Trawiasta       | Mark Kratzmann  | Tim Pawsat Laurie Warder       | 7:6, 6:3      |
| Zwycięzca     | 9.  | 8 października 1989  | Brisbane                   | Twarda          | Mark Kratzmann  | Broderick Dyke Simon Youl      | 6:4, 5:7, 6:0 |
| Finalista     | 4.  | 15 października 1989 | Sydney                     | Twarda (hala)   | Mark Kratzmann  | David Pate Scott Warner        | 3:6, 7:6, 5:7 |
| Zwycięzca     | 10. | 4 marca 1990         | Memphis                    | Twarda (hala)   | Mark Kratzmann  | Udo Riglewski Michael Stich    | 7:5, 6:2      |
| Zwycięzca     | 11. | 15 lipca 1990        | Newport                    | Trawiasta       | Mark Kratzmann  | Todd Nelson Bryan Shelton      | 7:6, 6:2      |
| Zwycięzca     | 12. | 12 sierpnia 1990     | Cincinnati                 | Twarda          | Mark Kratzmann  | Neil Broad Gary Muller         | 7:6, 6:2      |
| Finalista     | 5.  | 4 listopada 1990     | Paryż                      | Dywanowa (hala) | Mark Kratzmann  | Scott Davis David Pate         | 7:5, 3:6, 4:6 |
| Finalista     | 6.  | 13 stycznia 1991     | Sydney                     | Twarda          | Mark Kratzmann  | Scott Davis David Pate         | 6:3, 3:6, 2:6 |
| Zwycięzca     | 13. | 16 stycznia 1994     | Sydney                     | Twarda          | Sandon Stolle   | Mark Kratzmann Laurie Warder   | 6:1, 7:6      |
| Finalista     | 7.  | 6 lutego 1994        | Dubaj                      | Twarda          | John Fitzgerald | Todd Woodbridge Mark Woodforde | 7:6, 4:6, 2:6 |

#### Gra mieszana (0–1)
| Końcowy wynik | Nr | Data         | Turniej           | Nawierzchnia | Partnerka      | Przeciwnicy           | Wynik finału |
| ------------- | -- | ------------ | ----------------- | ------------ | -------------- | --------------------- | ------------ |
| Finalista     | 1. | 5 lipca 1987 | Wimbledon, Londyn | Trawiasta    | Nicole Bradtke | Jo Durie Jeremy Bates | 6:7(10), 3:6 |

## Kariera trenerska i komentatorska
Cahill w latach 1999–2001 był trenerem Lleytona Hewitta. Za wyniki osiągnięte z Hewittem otrzymał w 2001 nagrodę trenera roku w Australii. Od 2002 do 2006 procował jako szkoleniowiec Andre Agassiego. Od roku 2007 do lutego 2009 był kapitanem reprezentacji Australii w Pucharze Davisa. Od 2007 pracuje również jako komentator i ekspert dla stacji ESPN. W marcu roku 2009 dołączył do programu Adidas Player Development Program, który ma za zadanie rozwijać umiejętności młodych tenisistów.